# Aura (dal)
Az Aura Lady Gaga amerikai énekesnő 2013-as Artpop című harmadik stúdióalbumának egyik dala. A számot Zedddel és az Infected Mushroom pszichedelikus trance duóval közösen írta és készítette. Az eredetileg Burqa címet viselő dal gerincét egy Infected Mushroom-demó adja. Az Aura, amely az énekesnő különböző oldalait tárja fel, egy mariachi és EDM dal, western gitár és közel-keleti zenei hatásokkal és tánczenei produkcióval. Dalszövegében a hírességek életét és a sztárságot a vallási elnyomással és leigázással teszi egyenlővé.
A zenei kritikusok megosztottak voltak a dallal kapcsolatban. A kritikusok dicsérték a produkciót és az innovatív kompozíciót, de kritizálták a szöveget, amely a „burka” szót szexuális értelemben használta. Az Aura először a 2013-as iTunes fesztiválon hangzott el élőben, később felhasználásra került Robert Rodriguez Machete gyilkol című filmjének előzetesében (amelyben az énekesnő is szerepel). Az ArtRave: The Artpop Ball (2014) turné és Gaga Las Vegas-i rezidenciája, az Enigma (2018–2020) setlistjének is része volt. A dal a streaming-aktivitás alapján felkerült az amerikai Billboard Dance/Electronic Songs listájára.

## Háttér és kidolgozás

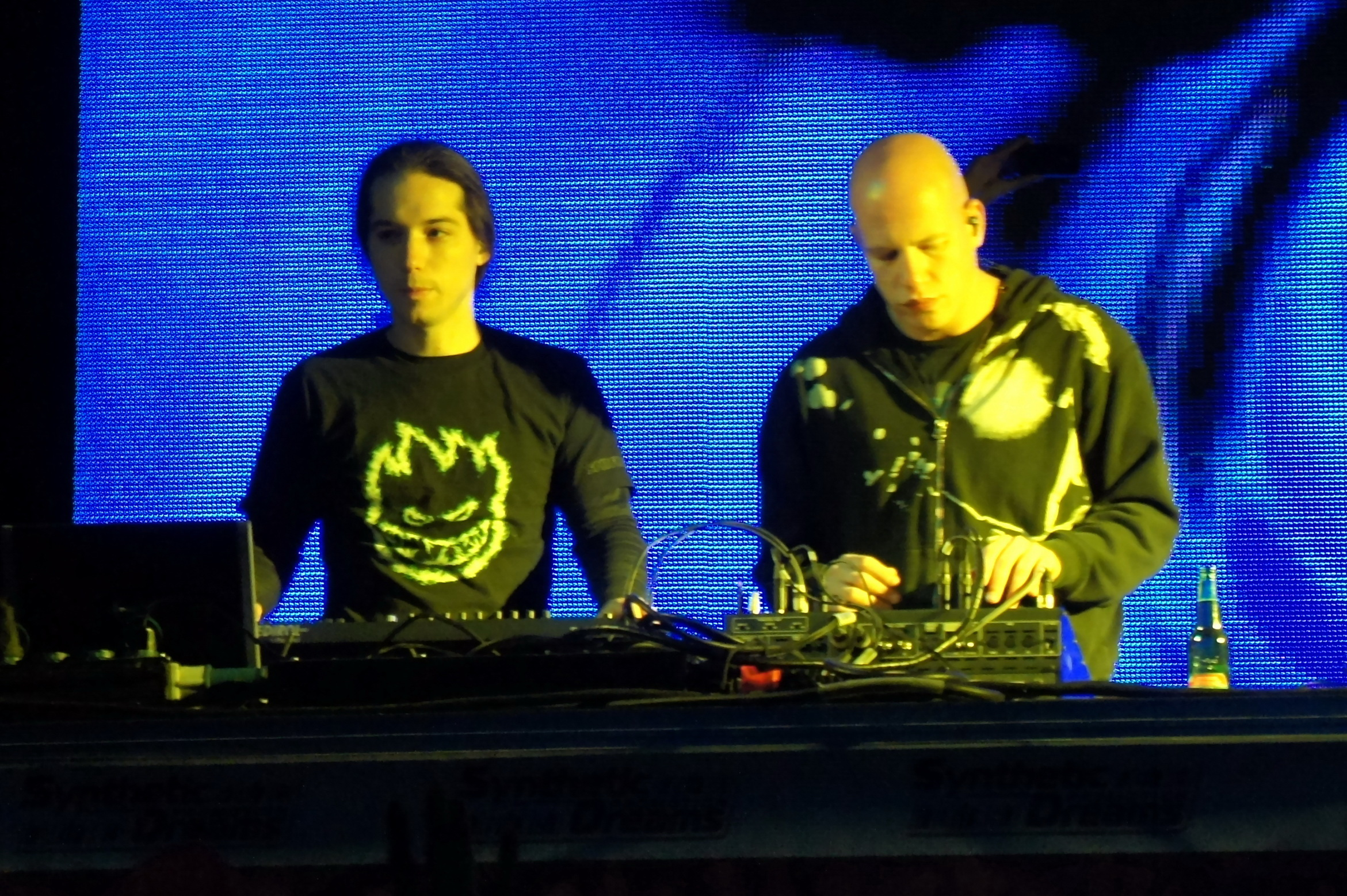
Az Aura az Infected Mushroom izraeli zenészek demóján alapult, akik később társszerzőkként és producerekként is fel lettek tüntetve a közreműködők között

Gaga harmadik stúdióalbumának, az Artpopnak a munkálatai nem sokkal a Born This Way (2011) megjelenése után kezdődtek; a következő évben a koncepciója „kezdett kiteljesedni”, miközben Gaga Fernando Garibay és DJ White Shadow producerekkel dolgozott együtt. Ahogy az énekesnő elindult a Born This Way Ball turnéjára, elkezdett együttműködni Zedd lemezlovassal. 2012 októberében, amikor DJ Calvin Harris a Zedddel való együttműködéséről kérdezte, Gaga egy rejtélyes Twitter-üzenetet küldött: „Nagyon jól ment.. [Zedd] hiányzol haver, egész nap a **rq*-t hallgattam”. A rövidített szóról feltételezték, hogy egy dalcímre utal. Körülbelül egy évvel később kiszivárgott egy demó Gaga Artpop-felvételei közül, amelynek címe Burqa volt.
A dal valódi címe Aura, amely az izraeli Infected Mushroom pszichedelikus zenei duó demójából származik. A B'Sheva című izraeli hetilapnak adott interjúban a duó részletezte a dal megszületését. Gaga állítólag meglátogatta Zedd stúdióját, miközben az Infected Mushroommal dolgozott a zenén. Tetszett neki az első demó, amit hallott, ami az Aura című dalhoz készült. Zedd később felhívta a duót, mondván, hogy Gaga az Artpop számára akarta a dalt. Egy ideig mérlegeltek, mert tépelődtek aközött, hogy megőrizzék művészi integritásukat azáltal, hogy nem működnek együtt mainstream művészekkel, és a lehetőség között, hogy „élethosszig tartó nyugdíjat” kapjanak a szám jogdíjaiból. Az Infected Mushroom úgy döntött, hogy Gagának adja, de azt akarták, hogy álnéven szerepeljenek. Az énekesnő ezt ellenezte, és azt akarta, hogy az együttes valódi neve szerepeljen a közreműködők között. Gaga elmondása szerint a dalt egy, az Artpop számára készülő alkalmazás kísérőzenéjeként írta, és a különböző oldalai ihlették:

Szóval ez a dal arról szól, hogy alapvetően azt mondom, hogy csak azért, mert mindezek a dolgok ott vannak [ez] nem jelenti azt, hogy nem ugyanaz a személy van alatta. És azt is, hogy ezek a fátylak valójában csak attól a dologtól védenek meg, amit a legszentebbnek tartottam, ami a kreativitásom... Az aurám az a mód, ahogyan az őrültségemet kezelem, és eléggé őrültnek érzem magam, ezért ez a dal nagyon őrülten hangzik... Mindenki azt hiszi, hogy minden, amit csinálok, egy állásfoglalás, de néha csak valami szenvedélyes dolog mozgat meg, és ezt ki akarom fejezni.
A Machete gyilkol című 2013-as amerikai akció-vígjáték (amelyben Gaga La Chameleón szerepében tűnt fel) népszerűsítésére a producerek felhasználták a dalt egy reklámfilmben, és elkészítették a dalszöveges videót, amelyet 2013. október 9-én töltöttek fel a Vevóra és a YouTube-ra. A videó képeket és részleteket tartalmaz a filmből.

## Felvételek és kompozíció

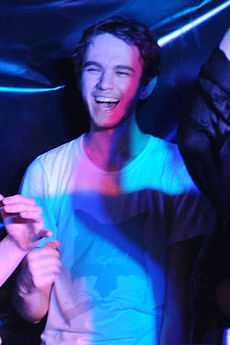
Zedd társszerzője, producere és hangkeverője a számnak

Miután a felvételek elkezdődtek, Zedd nem volt elégedett a kezdeti dalokkal, és azt javasolta Gagának, hogy kezdje elölről az egészet. Gaga nem elégedett meg azzal, hogy rádióslágereket alkosson, kreatívan akart felvételt készíteni. Zedd a Rolling Stone-nak elmondta, hogy „nem próbáltunk EDM albumot készíteni – de ugyanakkor nem is próbáltunk nem EDM albumot készíteni. Sok olyan dolgot csináltam, ami tényleg kívül esik azon, amit általában csinálok”. Az Aura dalszerzői és produceri érdemei Zedd, Gaga és az Infected Mushroom között oszlanak meg. A dalt a hollywoodi Record Plant Studiosban vette fel Dave Russell, Benjamin Rice közreműködésével. Zedd a Zeddlben keverte a számot, Ryan Shanahan és Jesse Taub pedig asszisztált a folyamathoz. Rick Pearl végezte a további zenei programozást, Gene Grimaldi pedig a hangmaszterizálást a kaliforniai Burbankben található Oasis Mastering Studiosban. Zedd szerint az Aura volt az Artpop legérdekesebb száma, mert a keleti zene, a gitárok és az elektronikus ütem kombinációja lehetővé tette, hogy „átlépje” a zenei műfajokat.
Egy mariachi és EDM dalként, az Aura Gaga szűrt vokáljával kezdődik egy western stílusú gitárral együtt: „Megöltem az exemet, és a csomagtartóban hagytam a 10-es főúton”, amit disszonáns nevetés követ. Sam Lansky, az Idolator munkatársa „szörnyű Nancy Sinatra-imitációnak” nevezte. A nevetést egy nagy hangzású EDM produkció követi, amelynek üteme Gaga 2011-es Government Hooker című dalára emlékeztet, a vokál pedig „torzított”. Ahogy a szám elérkezik a crescendóhoz, Gaga az alábbi hookot énekli: „Akarsz látni meztelenül, szerelmem? Akarsz bekukkantani a lepel alá? Akarod látni a lányt, aki az aura mögött, az aura mögött él?”. Az F-dúr hangnemben, egyszerű ütemben írt dal tempója 120 ütés percenként. Gaga éneke F3-tól E♭5-ig terjed, a szám pedig egy alapvető F-G♭-F-G♭-E♭m7-F akkordmenetet tartalmaz. Michael Cragg, a Guardian munkatársa szerint „kissé zavaros betekintést nyújt a nemi politikába”, az Aura hirtelen ér véget azzal, hogy Gaga a „Dance. Sex. Art. Pop. Tech” szavakat mondja.
James Montgomery, az MTV News munkatársa szerint az Aura dalszövege a hírességet és a sztárságot a vallási elnyomással és leigázással teszi egyenlővé. A dal eleje, amely arra utal, hogy az énekesnő megsemmisítette régi énjét, hogy Gaga, a művész váljon belőle, a magánélet elvesztését és a média állandó ellenőrzését vizsgálja (megjegyezve, hogy ezek önszántából történnek). A szám központi metaforája a burka mint a „hírnév fátyla”, amit az „Akarsz látni meztelenül, szerelmem?” sorral szexualizál. Montgomery elmondta, hogy a Gaga által a „burka” szó használatával kapcsolatos kritikákat a dalszövegben ellensúlyozza, amikor azt énekli, hogy „A titokzatos popsztár szórakoztató, burkát visel divatból”.

## A kritikusok értékelései
A zenei kritikusok megosztottak voltak a dallal kapcsolatban. Sal Cinquemani a Slant Magazine-tól pozitív kritikát adott a dalról, jobban kedvelte, mint az album első kislemezét (Applause); az Aura „minden, amit Gagától elvárhatunk: rendetlen, önimádó, túlságosan ambiciózus és egyenesen furcsa – miközben tagadhatatlanul magával ragadó”. Jason Lipshutz, a Billboard munkatársa szerint a szám az album egészét pozicionálta „ambiciózus ötletekkel és nyaktörő elektronikus részekkel”. Három évvel később egy másik Billboard-cikkben („Lady Gaga Top 10 legmerészebb dala”) Dan Weiss az Aura-t az énekesnő „legmerészebb pillanatának nevezte, különösen albumnyitóként... [Ez] egy szédítő hullámvasút egy daltól, és a feltételezett szándéka – egy teljesen más élethelyzetből származó nő fejébe való belehelyezkedés és a szexuális elfojtásban rokonlélek megtalálása – nem minden érdem nélkül való”. Helen Brown a Daily Telegraph-tól az Aura-t nevezte az Artpop legérdekesebb számának, dicsérve a közel-keleti produkciót, Gaga jellegzetes szótagismétléseit és a dal „ügyes hangzásbeli változásait”. Mike Diver, a Clash magazin munkatársa részletes kritikájában így írt a dalról:

Az Aura, a szett nyitánya, egyszerre több dal is lehet, az orrvérzéses basszustól a (közel)keleti árnyalatú hangokig, a spagettiwestern monológtól, a rabszolgaságról és a burka jelentéséről szóló, szándékosan provokatív beszédtől az esztelen kozmikus szerelmi fecsegésig. „Akarod látni a lányt, aki az aura mögött lakik?” Lady Gaga kérdezi tőlünk. Persze. Egy kis realitás sokat segítene az eddigi karrierjét meghatározó köd és tükrök után.
Lansky csalódott volt a számmal kapcsolatban, és azt írta az Idolator cikkében, hogy az Aura „Lady Gaga legjobb és legrosszabb dolgait felerősítve” tartalmazza; „furcsa és frusztráló, nagyszerű és szörnyű, briliáns és kudarc egyszerre”. Umema Aimem, a The Washington Post munkatársa kritizálta a dal szövegét: „A dal tulajdonképpen jól indult... de aztán elvesztettem a fonalat, amikor az [iszlám] szent szimbólumát egzotikus jelmezzé változtatta”. Mark Hogan a Spin-től „egy kapkodós EDM zűrzavarnak” és „összevisszaságnak” nevezte; nem tetszett neki, hogy dalszövegében a burka szót használja. Max Kessler a Paper-től vegyes kritikát adott az Aura-ról; a dal „az összes klasszikus Gaga-tulajdonsággal” rendelkezik, beleértve az „ellentmondásos és enyhén szellemes dalszövegeket egy lüktető, szinte recsegő táncos ütemre, ami néha nagyszerű, néha pedig borzalmas”. A dalszöveg vitát váltott ki, egyes muszlimok azzal vádolták Gagát, hogy szexualizálásával degradálja a burkát. Aimem szerint az Aura szövege azt sugallja, hogy a nők flörtölni akarnak a férfiakkal; ez ellentmond Gaga korábbi dalának, a Monster-nek.

## Élő előadások

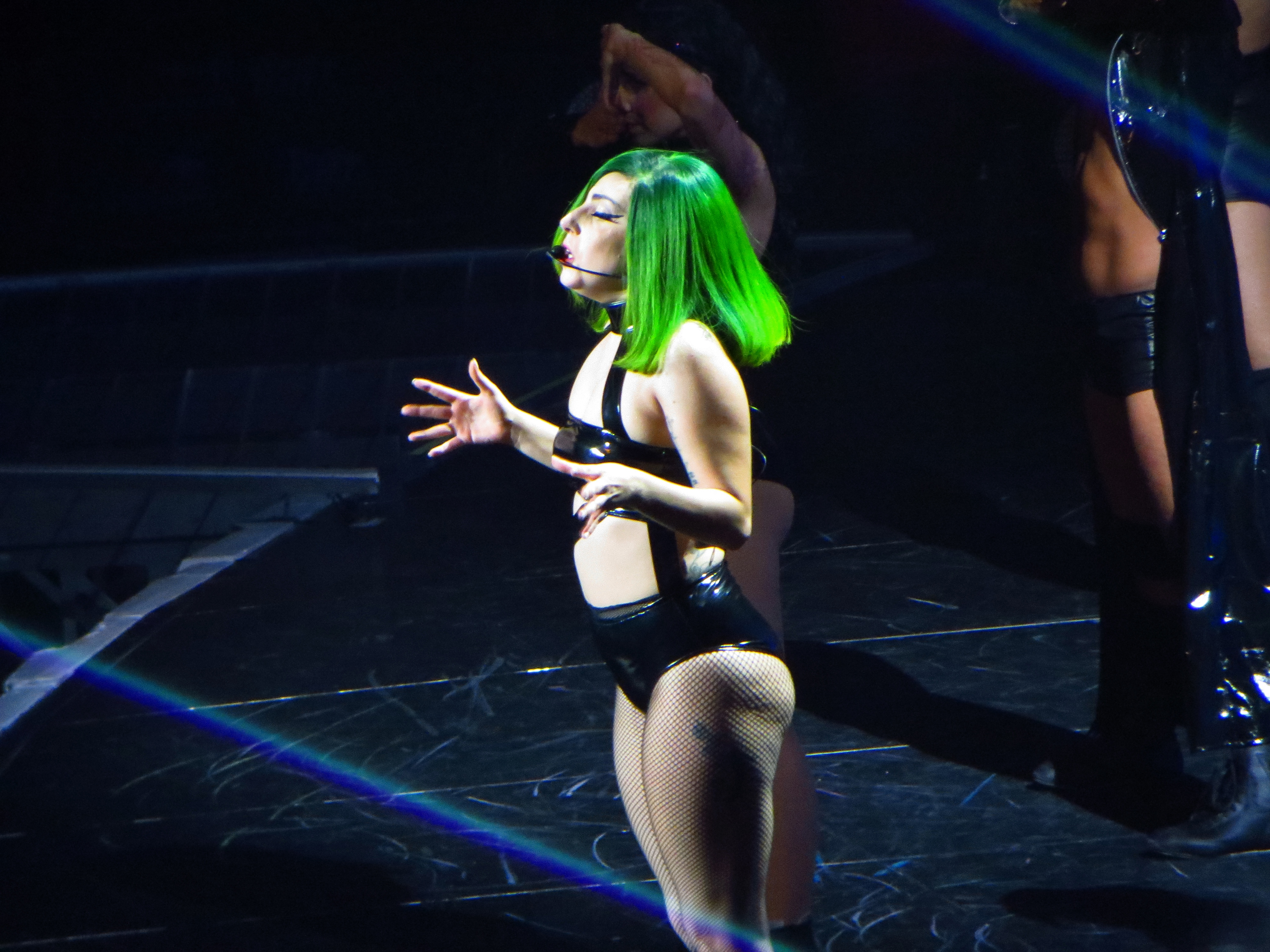
Gaga az Aura előadása közben az ArtRave: The Artpop Ball turné során 2014-ben

2013. szeptember 1-jén Gaga nyitotta meg a 2013-as iTunes Fesztivált a londoni Roundhouse-ban, ahol az Artpop több dalát is előadta. A műsort az Aura című számmal nyitotta, fekete kosztümöt viselt, fekete sállal és egy „HOLLYWOOD” feliratú késsel (utalva a dal szövegére). Fellépése alatt az énekesnőt a közönség fölé emelték egy fémketrecben, amelyet a BBC „középkori kínzóeszközként” jellemzett. Ashley Percival a Huffington Posttól így írt a koncertről: „A színpadra divatos 26 perces késéssel érkező Gaga a korábban kiszivárgott Aura című számmal nyitott, amely sokkal lüktetőbben és őrültebben hangzott, mint a befejezetlen demó ... A közönség fölé függesztett ketrecből énekelt, a dalszövegek megadták az alaphangot a szett hátralévő részére.” Gaga legközelebb a New York-i (Le) Poisson Rouge-ban adta elő az Aura-t, ahol a V magazin szerkesztőjének, Stephen Gan-nak tartottak ünnepséget. Egy 45 perces szettet játszott, kagylós melltartót és tangát viselt. A Women's Wear Daily munkatársa, David Lipke szerint Gaga nem élőben énekelte a dalt.
2013. november 8-án Gaga megjelent az ArtRave promóciós eseményen a Brooklyn Navy Yardon, hogy népszerűsítse az Artpop albumot. Több dalt is előadott az albumról, az Aura című dallal nyitva, bohócszerű fehér maszkban és fehér-fekete bójaszerű kiegészítőkkel, amelyeket Andrew Hampp, a Billboard munkatársa úgy jellemzett, mint amelyek egy Jack in the Box kabalára emlékeztetnek. Az énekesnő ruháját a Rolling Stone Marissa G. Mullerje a Michelin-figurához hasonlította, „fehér karúszókkal, maszkkal és hegyes sapkával kiegészítve”. Gaga a terem túloldalán kezdte az előadást, és éneklés közben a közönségen keresztül egy Jeff Koons-szobor felé fordult, amely saját magát ábrázolta.
Az énekesnő 2013. december 8-án, a 2013-as Jingle Bell Ballon az Aura című dal mellett más dalokat is elénekelt diszkográfiájából. A 2014-es South by Southwest (SXSW) rendezvényen Gaga térdig érő szőke rasztafrizurát viselt, és az Aura című számmal nyitotta a szettjét. Az előadás alatt egy grillnyárson forgott. A dalt Gaga 2014-es ArtRave: The Artpop Ball koncertturnéjának részeként (a Judas után) rendszeresen előadta, az énekesnő zöld parókát és bőr forrónadrágot viselt.
Az Aura Gaga 2018–2020-as Las Vegas-i rezidenciáján, az Enigmán is elhangzott. Brittany Spanos a Rolling Stone-tól azt írta, hogy a szám „egy sötétebb, veszélyesebb fejezetet kezd” a show narratívájában, bár szerinte a dal „furcsa módon” került fel a setlistre.

## Közreműködők
Az Artpop albumon szereplő jegyzet alapján.

### Menedzsment
- Felvétel: Record Plant Studios, Hollywood, Kalifornia
- Maszterelés: Oasis Mastering Studios, Burbank, Kalifornia
- Stefani Germanotta P/K/A Lady Gaga (BMI) Sony ATV Songs LLC/House of Gaga Publishing, LLC/GloJoe Music Inc. (BMI)
- Zedd Music Empire (ASCAP), Kobalt Songs Music Publishing.
- Wixen Music Publishing, Inc., Infected Mushroom Publishing (ASCAP)

### Munkatársak
- Lady Gaga – dalszerző, vokál, producer
- Zedd – dalszerző, producer, hangkeverő
- Infected Mushroom – dalszerző, producer
- Dave Russell – felvétel
- Benjamin Rice – felvételi asszisztens
- Rick Pearl – zenei programozás
- Ryan Shanahan – assisztens
- Jesse Taub – assisztens
- Ivy Skoff – felek közötti szerződés ügyintézése
- Gene Grimaldi – maszterelés

## Helyezések
| Lista (2013)                              | Legjobb helyezés |
| ----------------------------------------- | ---------------- |
| Dél-Koreai Nemzetközi dalok (Gaon)        | 60               |
| US Hot Dance/Electronic Songs (Billboard) | 14               |

## Külső linkek
- Lady Gaga – Aura (Vevo Presents). YouTube